# ديتر هينريش
ديتر هينريش (بالألمانية: Dieter Henrich)‏ هو أستاذ جامعي وفيلسوف ألماني، ولد في 5 يناير 1927 في ماربورغ في ألمانيا.

## وصلات خارجية
- ديتر هينريش على موقع IMDb (الإنجليزية)
- ديتر هينريش على موقع مونزينجر (الألمانية)